# 2nd American Tour 1964 (The Rolling Stones)
2nd American Tour 1964 bylo koncertní turné britské rockové skupiny The Rolling Stones, které sloužilo jako propagace studiového alba 12 X 5. Turné bylo zahájeno koncertem v Sacramentu v Kalifornii a bylo zakončeno koncertem v Chicagu v Illinois.

## Setlist
Toto je nejčastější hraný seznam skladeb.
Autory všech skladeb jsou Jagger/Richards pokud není uvedeno jinak.
1. "Not Fade Away" (Hardin/Petty)
2. "Walking The Dog" (Thomas)
3. "If You Need Me" (Bateman/Sanders/Pickett)
4. "Carol" (Berry)
5. "Time Is On My Side" (Ragovoy/Meade)
6. "Around and Around"
7. "Tell Me"
8. "It's All Over Now"
9. "Hi-Heel Sneakers" (Tucker)
10. "You Can Make It If You Try" (Jarett)
11. "I'm A King Bee" (Moore)
12. "I'm Alright" (Diddley)

## Sestava
The Rolling Stones
- Mick Jagger – (zpěv, harmonika, perkuse)
- Keith Richards – (kytara, doprovodný zpěv)
- Brian Jones – (kytara, harmonika, doprovodný zpěv)
- Bill Wyman – (baskytara, doprovodný zpěv)
- Charlie Watts – (bicí)

## Turné v datech
| 30. října 1964                             | Sacramento | Spojené státy | Memorial Auditorium   |
| 1. listopadu 1964                          | Long Beach | Spojené státy | Civic Auditorium      |
| 2. listopadu 1964                          | San Diego  | Spojené státy | Balboa Park Bowl      |
| 3. listopadu 1964                          | Cleveland  | Spojené státy | Public Hall           |
| 4. listopadu 1964                          | Providence | Spojené státy | Loews Theater         |
| 11. listopadu 1964 (koncert bez Jonese)    | Milwaukee  | Spojené státy | Auditorium            |
| 12. listopadu 1964 (koncert bez Jonese)    | Fort Wayne | Spojené státy | War Memorial Coliseum |
| 13. listopadu 1964 (koncert bez Jonese)    | Dayton     | Spojené státy | Wampler's Hara Arena  |
| 14. listopadu 1964 (2 koncerty bez Jonese) | Louisville | Spojené státy | Memorial Auditorium   |
| 15. listopadu 1964                         | Chicago    | Spojené státy | Arie Crown Theatre    |